# BR Fernsehen
BR Fernsehen est une chaîne de télévision généraliste régionale allemande éditée par la Bayerischer Rundfunk, organisme de droit public. Elle cible les populations de Bavière et son siège social est à Munich.
Cette chaîne de format généraliste est un des neuf « Dritten Fernsehprogramme » (troisième programme de télévision) émettant dans les différents länder. De fait, en Allemagne, on désigne sous cet intitulé les chaînes de télévision régionales publiques, qui occupent systématiquement la troisième position dans leur land respectif.

## Histoire de la chaîne
BR Fernsehen naît le 22 septembre 1964 sous le nom de Studienprogramm. Rebaptisée BR 3 quelques années plus tard, elle prend son nom actuel au début des années 2000. Le 22 juin 2008, Bayerisches Fernsehen commence à émettre des décrochages locaux ciblant les populations de Franconie (BFS Nord), de Altbayern et de Souabe (BFS Süd).

## Identité visuelle

### Logos

Logo actuel de Bayerisches Fernsehen depuis 2007
Logo actuel de BR HD depuis 2012

## Organisation
Comme chacune de ces chaînes de télévision, Bayerisches Fernsehen est associée au sein d'un organisme commun, ARD (Communauté de travail des établissements de radiodiffusion de droit public de la République Fédérale d’Allemagne), et une partie de ses programmes sert à alimenter la première chaîne de télévision allemande, Das Erste

## Programmes
La grille des programmes est alimentée à la fois par des productions de Bayerischer Rundfunk et des productions des autres chaînes régionales publiques coopérant au sein de ARD. Une grande partie du temps d'antenne est consacrée aux émissions locales, tant sous la forme de reportages, de magazines (Abendschau, Wir in Bayern), de journaux télévisés (Rundschau) que de documentaires. Des flash d'informations spécifiques sont diffusés sur BFS Nord (Frankenschau aktuell) et BFS Süd (Schwaben und Altbayern aktuell). La chaîne diffuse également des séries, des débats, des cours de gymnastique, des programmes éducatifs, du sport et des variétés.
Le Rundschau de 18 heures 30 est le journal télévisé principal. Depuis avril 2016, BR Fernsehen diffuse le Tagesschau de 20 heures, produit également par l'ARD et destinée à la télévision nationale.

## Diffusion
Bayerisches Fernsehen est diffusée sur le réseau hertzien en Bavière, mais également en clair par satellite ainsi que sur les différents réseaux câblés. La chaîne peut ainsi être reçue librement dans l'ensemble du pays, mais aussi dans une grande partie de l'Europe, via le système de satellites Astra.

### Sources
- (de) Cet article est partiellement ou en totalité issu de l’article de Wikipédia en allemand intitulé « Bayerisches Fernsehen » (voir la liste des auteurs).